# Parodia nothorauschii
Parodia nothorauschii ist eine Pflanzenart aus der Gattung Parodia in der Familie der Kakteengewächse (Cactaceae). Das Artepitheton nothorauschii leitet sich vom griechischen Wort notho- für ‚falsch‘ und der Art Parodia rauschii ab.

## Beschreibung
Parodia nothorauschii wächst einzeln. Die blaugrünen, kugelförmigen bis kurz zylindrischen Triebe erreichen Wuchshöhen von bis zu 21 Zentimeter und Durchmesser von 16 Zentimeter. Der Triebscheitel ist dicht bewollt und bedornt. Die 20 bis 28 Rippen sind in Höcker mit einem kinnartigen Vorsprung untergliedert. Die auf ihnen befindlichen Areolen sind anfangs bewollt und werden später kahl. Die bis zu vier eher abwärts gerichteten Mitteldornen sind schwarz bis hellrosafarben. Sie weisen eine Länge von bis zu 2,2 Zentimeter auf. Die Mitteldornen sind manchmal schwierig von den Randdornen zu unterscheiden. Die bis zu 15 Randdornen sind sternförmig ausstrahlend, weiß bis hellrosafarben und bis zu 8 Millimeter lang.
Die glänzend zitronengelben Blüten erscheinen oft zu mehreren dicht zusammen im Triebscheitel. Sie erreichen Durchmesser von 5 Zentimeter und Längen von bis zu 3,5 Zentimeter. Ihr Perikarpell und die Blütenröhre sind mit dichter, weißer und hellbrauner Wolle bedeckt. Die Narben sind purpurrot. Die grünen verlängerten und dünnwandigen Früchte reißen auf und sind mit weißer Wolle bedeckt. Die Früchte enthalten glockenförmige schwarze Samen.

## Verbreitung, Systematik und Gefährdung
Parodia nothorauschii ist in Uruguay im Departamento Rivera sowie im angrenzenden brasilianischen Bundesstaat Rio Grande do Sul verbreitet.
Die Erstbeschreibung als Notocactus rauschii durch Dirk Jan van Vliet (* 1924) wurde 1969 veröffentlicht. Als David Richard Hunt die Art in die Gattung Parodia stellte wurde ein neuer Name benötigt, da der Name Parodia rauschii Backeb. (1963) bereits existierte. Ein weiteres nomenklatorisches Synonym ist Ritterocactus rauschii (Vliet) Doweld (1999).
In der Roten Liste gefährdeter Arten der IUCN wird die Art als „Critically Endangered (CR)“, d. h. als vom Aussterben bedroht geführt.

## Nachweise